# Lista Artiștilor Poporului din RSS Moldovenească
Aceasta este o listă a Artiștilor Poporului din Republica Sovietică Socialistă Moldovenească în funcție de anul acordării titlului. 

## Anii 1940

### 1949
- Chiril Știrbu (1915–1997), actor de teatru

## Anii 1950

### 1950
- Igor Moiseev (1906–2007), dansator și coregraf[1]

### 1952
- Mefodi Apostolov (1915–2004), actor de teatru[2]

### 1953
- Șico Aranov (1905–1969), dirijor și compozitor[3]
- Constantin Constantinov (1915–2003), actor de teatru și film
- Eugeniu Ureche (1917–2005), actor și cântăreț de operă[4]
- Tamara Ciobanu (1914–1990), cântăreață de operă și muzică populară[5]

### 1955
- Spiridon Mocanu (1932–2007), balerin[6]

### 1957
- Domnica Darienco (1919–2010),  actriță de teatru și film[7]
- Nina Masalskaia (1901–1989), actriță de teatru

### 1958
- Victor Belov (1906–1973), actor de teatru
- Victor Gherlac (1915–2007), regizor de teatru
- Iuri Sokolov (1907–1988), actor de teatru
- Vladimir Strelbițchi (1899–1969), actor și regizor de teatru

## Anii 1960

### 1960
- Ecaterina Cazimirov (1921–2012), actriță de teatru[8][9]
- Ion Furnică (1931–2015), dansator

### 1961
- David Gerșfeld (1911–2005), compozitor și profesor de muzică[10]
- Arcadi Plațînda (1915–2001), actor de teatru

### 1962
- Trifon Gruzin (1912–1987), actor de teatru[11]

### 1963
- Valerian Golovcenco (1902–?), actor și regizor de teatru

### 1964
- Valentina Savițcaia (1927–2020), cântăreață de operă (soprană)[12]

### 1966
- Pavel Andreicenco (1931–2001), actor de teatru și film[13]
- Polina Botezat (1922–2001), cântăreață de operă (soprană lirică)[14]
- Gheorghe Eșanu (1927–1996), cântăreț de muzică populară
- Serghei Lunchevici (1934–1995), compozitor și dirijor

### 1967
- Tamara Alioșina-Alexandrova (1928–1996), cântăreață de operă (soprană)[15]
- Petru Baracci (1929–2010), actor de teatru[16]
- Maria Bieșu (1935–2012), cântăreață de operă (soprană)
- Veronica Garștea (1927–2012), dirijor coral[17]
- Dumitru Gheorghiță (1917–1987), compozitor, muzician și acompaniator
- Ludmila Erofeeva (1937–2003), cântăreață de operă (soprană lirică)
- Vladimir Curbet (1930–2017), coregraf[18]
- Galina Melentieva (1934–2006), balerină
- Nicolae Sulac (1936–2003), певец, исполнитель народных песен
- Vladimir Tihonov (1935–2000), balerin
- Pavel Fesenco (1914–1981), balerin

## Anii 1970

### 1973
- Livia Șutova (n. 1925), actriță de teatru[19]

### 1974
- Mihai Volontir (1934–2015), actor de teatru și film
- Mihail Caftanat (1946–2014), balerin, profesor de balet și coregraf
- Viktor Kurin (1934–2005), cântăreț de operă (bariton)[20]
- Rozita Potehina (1938–2016), balerină
- Ion Șcurea (1935–2005), актёр театра и кино, режиссёр

### 1975
- Valentina Izbeșciuc (n. 1936), actriță de teatru și film

- Valeriu Cupcea (1929–1989), actor de teatru și film, regizor

- Eugenia Todorașcu (1936–2010), actriță de teatru și film

### 1978
- Eduard Lazarev (1935–2008), compozitor[21]

## Anii 1980

### 1980
- Ludmila Alioșina (1930–2021), cântăreață de operă (mezzo-soprană)
- Viktor Burhart (1930–1981), actor de teatru și film[22]
- Valeri Mironov (1941–2020), cântăreț de operă (tenor lirico-dramatic)
- Mihai Munteanu (n. 1943), cântăreț (tenor lirico-dramatic) și pedagog[23]
- Boris Raisov (1928–1985), cântăreț de operă (bariton)[24]

### 1982
- Marta Bachina (n. 1932), actriță de teatru și film
- Vasile Zagorschi (1926–2003), compozitor, pianist și profesor
- Nelli Kameneva (1931–2007), actriță de teatru[25].
- Paulina Potîngă (n. 1932), actriță de teatru și film

### 1983
- Teodor Zgureanu (n. 1939), dirijor
- Sofia Rotaru (n. 1947), cîntăreață[26]
- Svetlana Strezeva (n. 1951), cântăreață de operă (soprană)[27]

### 1984
- Eugen Doga (n. 1937), compozitor[28]
- Victor Izmailov (1939–1992), актёр театра

### 1985
- Leonid Gurov (1910–1993), compozitor și profesor de muzică[29]
- Zinaida Julea (n. 1951), cântăreață de muzică populară[30]
- Boris Miliutin (1905–1993), dirijor[31]

### 1986
- Anatol Pînzaru (1936–2007), actor de teatru și regizor[32]
- Eleonora Romanescu (1926–2019), artistă plastică

### 1988
- Nicolae Botgros (n. 1953), violonist și dirijor
- Mihai Dolgan (1942–2008), compozitor și muzician
- Vladimir Dragoș (n. 1943), cântăreț de operă (bariton)[33]
- Eugeniu Platon (n. 1930), regizor de operă
- Alexandru Samoilă (n. 1950), dirijor[34]
- Nadejda Cepraga (n. 1952), cântăreață[35]

### 1989
- Veniamin Apostol (1938–2001), regizor[36]
- Ion Bas (1933–2005), cântăreț de muzică populară
- Valentina Cojocaru (n. 1947), cântăreață de muzică populară
- Vitalie Rusu (n. 1941), actor de teatru și regizor
- Ion Ungureanu (1935–2017), actor de teatru și film, regizor

## Anii 1990

### 1990
- Nicolae Glib (n. 1949), cântăreț de muzică populară
- Ion Suruceanu (n. 1949), cântăreț

### 1991
- Evgheni Verbețchi (1936–2007), clarinetist[37]
- Nina Vodă-Mocreac (1937–2013), actriță de teatru și film
- Ion Josan (n. 1948), violoncelist
- Gheorghe Mustea (n. 1951), dirijor
- Victor Ciutac (1938–2009), actor de teatru și film